# Městská autobusová doprava v Jihomoravském kraji
Přehled provozů městské autobusové dopravy na území Jihomoravského kraje. Systémy všech měst s vlastní MHD (Adamov, Blansko, Brno, Břeclav, Hodonín, Kyjov a Vyškov) jsou zahrnuty do Integrovaného dopravního systému Jihomoravského kraje. Součástí IDS JMK byla do svého zrušení v roce 2013 i linka MHD v Mikulově. Linky v dalších městech (Boskovice, Ivančice, Letovice a Moravský Krumlov), původně provozované jako linky MHD, jsou od začlenění do IDS JMK provozovány jako linky regionální a jejich objednatelem je Jihomoravský kraj.

## Okres Brno-město

### Brno
Autobusové linky 40–84, noční 89–99 (celkem 48 linek; od 1. ledna 2004 v rámci Integrovaného dopravního systému Jihomoravského kraje). Dále školní autobusové linky š85–š88. Dopravcem je Dopravní podnik města Brna a.s., menší výkony (spoje některých příměstských linek) zajišťují také dopravci BORS Břeclav, a. s., Tourbus, a. s., ČSAD Tišnov, a. s., ČSAD Kyjov a.s. a SEBUS, s. r. o.

## Okres Brno-venkov

### Bílovice nad Svitavou
Linka 211 (v rámci IDSJMK), provozována Dopravním podnikem města Brna.

## Okres Blansko

### Blansko
Linky 221–224 a 226 (v rámci IDS JMK), licenční čísla 716221–716224 a 716226. Dopravcem je ČAD Blansko a. s.

### Adamov
Linka 215 (od 1. července 2005 v rámci IDS JMK), licenční číslo 715721. Dopravcem je ČAD Blansko a. s.
Původní místní autobusová linka, spojující tři adamovská sídliště, byla zřízena v roce 1968.

## Okres Břeclav

### Břeclav
Linky 561–569 (od 14. prosince 2008 v rámci IDS JMK), licenční čísla 745561 až 745569. Dopravcem je BORS Břeclav, a. s. Autobusy mají sytě žlutý nátěr s modrou dolní částí vozu.

### Mikulov
Polookružní linka provozovaná od roku 1996 BORS Břeclav a. s., licenční číslo 746301, od 14. prosince 2008 v rámci IDS JMK jako linka 581.  Provoz byl zajišťován jedním žlutomodrým minibusem Irisbus Midway s velkým nápisem Město Mikulov. Linka byla provozu pouze v pracovní dny do 14. prosince 2013, kdy byla nahrazena regionální linkou č. 585.

## Okres Hodonín

### Hodonín
Linky 901–904 (od 14. prosince 2008 v rámci IDS JMK), licenční čísla 755901 až 755904. Dopravcem je ČSAD Hodonín a. s.

### Kyjov
Linky 671–673 (od 14. prosince 2008 v rámci IDS JMK), licenční čísla 756671 až 756673. Dopravcem je ČSAD Kyjov a. s.

## Okres Vyškov

### Vyškov
Linky 741–744 (od 11. prosince 2005 v rámci IDS JMK), licenční čísla 815741–815744. Dopravcem je VYDOS BUS a. s.

## Okres Znojmo

### Znojmo
Pět denních linek č. 801–805 a dvě noční linky č. 808 a 809 (od 1. července 2010 v rámci IDS JMK). Dopravcem je Znojemská dopravní společnost - PSOTA.

### Moravský Krumlov
Linka č. 440 (od 1. července 2006 v rámci IDS JMK) má licenční číslo 729440, Od začlenění do IDS JMK není linka provozována jako městská hromadná doprava, dopravcem je Znojemská dopravní společnost - PSOTA, s. r. o., která uspěla ve výběrovém řízení. Předtím byla dopravcem na lince firma ČAS-service a. s., která vznikla transformací ze znojemského dopravního závodu 613 podniku ČSAD Brno. O licenci na linku se neúspěšně ucházel i dopravce TREDOS, spol. s r.o.

### Vranov nad Dyjí
V letní sezóně 2008 jezdil turistický silniční vláček dopravce ČAS-service a. s. jako pravidelná linka č. 835010 od pláže k náměstí a zámku.